# 斗六市
23°42′27″N 120°32′38″E / 23.70750°N 120.54389°E
斗六市，舊稱「斗六門」，前身「斗六鎮」，位於臺灣雲林縣東部，為雲林縣縣治所在地。全市面積約為93.7151平方公里，人口約有10.9萬人，是雲林縣面積第二大、人口最多、人口密度最高的行政區，也是臺灣面積第二大縣轄市。
1945年，將斗六街改制臺南縣斗六區斗六鎮。1950年，改隸雲林縣，並為縣治。1981年，改制為縣轄市斗六市。在擁有縣治的地位之下，斗六市也被定位為雲林縣政治、工商、交通、文教、醫療的中心城市，市內設有眾多的行政機構，以及雲林醫院（今臺大醫院雲林分院）、雲林科大、斗六工業區、雲林科技工業區等數項建設。交通方面則有臺鐵、國道三號、台3線、台1丁線、台78線等鐵公路行經，其中臺鐵斗六車站為全縣規模最大的臺鐵車站。

## 歷史

### 臺灣史前時期
斗六原為洪雅族斗六社之所在地（即現斗六市三光里），相傳「斗六門」係其族人在狩獵捕獲山鹿時發出「ㄉㄨ  ㄌㄨ ㄇㄣ」的咆哮以為慶賀，後來移居於此的泉州閩南人將之閩南語音譯為漢字「斗六門」。

### 荷治及明鄭時期
荷蘭人佔據時期斗六即有「斗六門柴裡」之稱，簡稱為「斗六門」或「柴里」等。
斗六真正的開發，是在荷蘭人被逐後，鄭成功領台，雲林縣的地方建設才由將領林杞率部隊進行，首先就是開拓斗六門，並召集佃農共同開墾，實施兵農合一屯田制。但在地方行政上，斗六仍維持封建式村落組織。

### 清治時期
1683年8月（南明永曆三十七年七月，清康熙二十二年七月），鄭克塽投降清朝，台灣進入長達212年的清治時期（1683-1895年）。
康熙五十六年（1717年），陳孟林修之「諸羅縣志」已有「斗六門街」、「柴裡斗六社」之記載，由此可見斗六在當時之開拓已頗具基礎。
乾隆初年，泉州人楊仲熹招集漢人在此開店行商而逐漸興盛。奠定街基。乾隆十七年（1752年）街成，二十六年（1761年）置斗六門巡檢，道光十五年（1835年）改為斗六門縣丞。
同治元年（1862年）九月，斗六門為戴潮春所攻陷（斗六門戰役），戴潮春旋將根據地由四張犁轉移到此處，直至同治二年年末才由清軍奪回。
光緒十三年（1887年）設臺灣三府增至雲林縣、苗栗二縣，雲林縣治雖在林圯埔 ( 今南投縣竹山鎮 )，但每年雨期濁水、清水兩溪氾濫，致使交通時常中斷，而且縣址過於偏東甚為不便，遂於光緒十九年（1893年）遷至斗六。

### 日治時期
1895年4月（清光緒二十一年三月，日本明治二十八年四月），清朝和日本簽訂《馬關條約》，將臺灣割讓予日本。5月底，臺灣軍民起而反抗日軍接管，爆發乙未戰爭，至11月中旬始宣告平定。
在乙未戰爭中，抗日義軍曾於8月27日八卦山之役結束後，撤守雲林縣。在斗六與日軍近衛師團進行遭遇戰。徐驤、簡義、陳文晃、廖琛、黃丑等率部奮勇抵抗，徐驤陣亡。
1895年（明治二十八年）清日甲午戰後臺灣割日，廢縣改置民政支廳，專司民政。翌年頒定臺灣總督府地方官制，為三縣一廳，斗六街置臺灣縣雲林出張所。1897年（明治三十年）又改為六縣三廳，改置嘉義縣斗六辦務所，並設置街庄長，翌年改隸臺中縣。1901年（明治三十四年）改正官制，置斗六廳，至1911年（明治四十四年）廢斗六廳，併入嘉義廳。
至大正九年（1920年）改行政區域為五州三廳，斗六郡役所將原斗六區、林內區及樹子腳、菜公區之部分裁併為斗六街之區域。

### 民國時期
至戰後於民國三十五年（1946年）成立臺南縣政府，改郡為區，街庄變為鄉鎮，並成立斗六鎮公所。民國三十九年（1950年）乃將臺南縣，增設雲林、嘉義兩縣，擇定斗六為雲林縣治所在地。民國七十年（1981年）時改為縣轄市，為雲林縣政治、文化、經濟中心。

## 地理

### 位置
斗六市位於雲林縣東隅，嘉南平原北端與中央山脈西麓丘陵的銜接地帶:190－191，東接林內鄉與南投縣竹山鎮，北鄰莿桐鄉，西界斗南鎮，南為古坑鄉。行政區域東西寬約15公里，南北長約16公里，全境略呈一橫置之雞腿狀，且東高西低走向:191。

### 水文

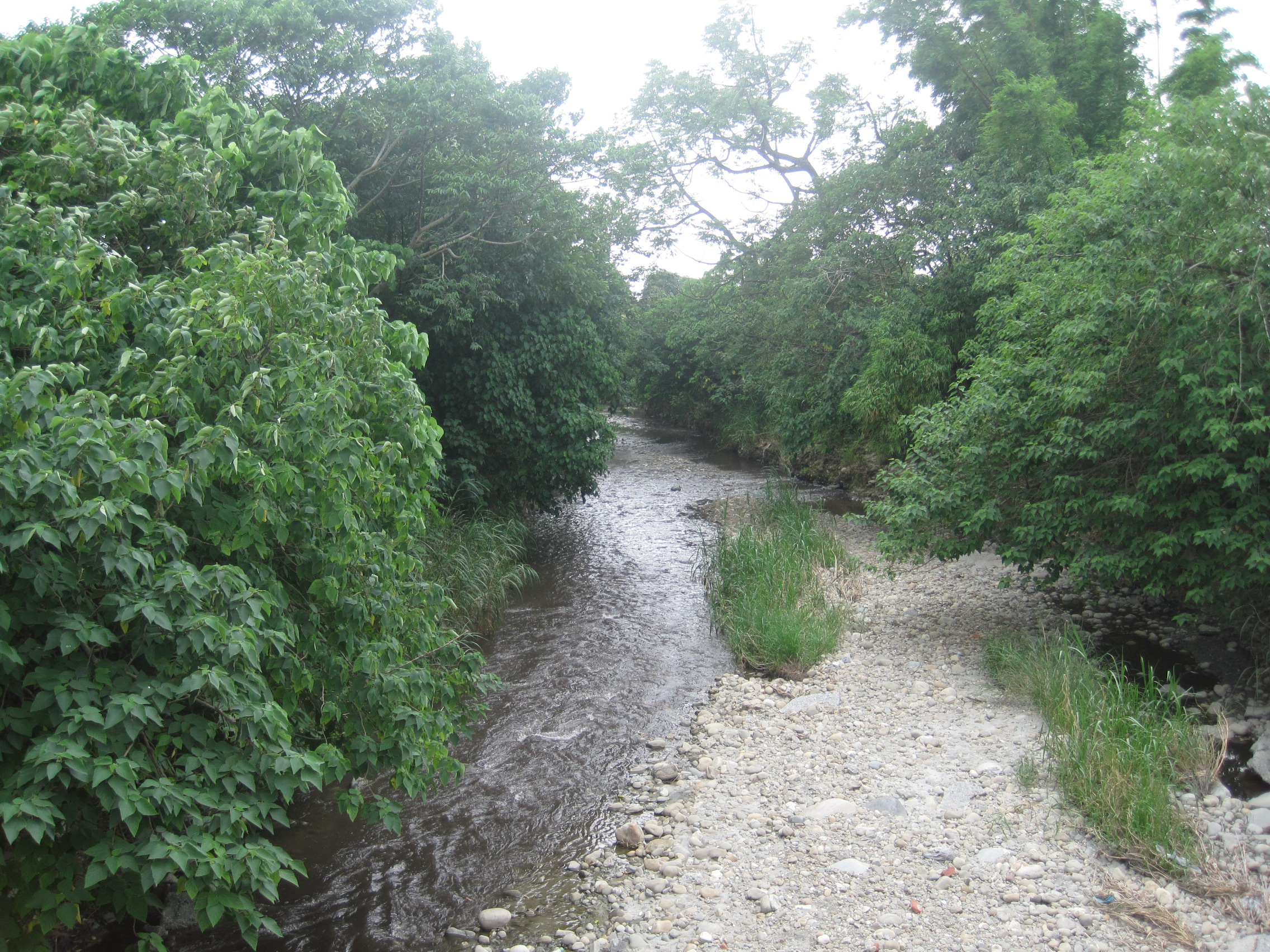
石榴班溪

斗六地區溪流圳渠縱橫分佈，溪流多起源於林內鄉、古坑鄉及斗六山區。北部及東部有北環溪、外湖溪與大埔溪匯流成石榴班溪，楓樹湖里溪、梅林溪亦注入石榴班溪。其後在與海豐崙溪集形成（舊）虎尾溪。中部有雲林溪貫穿，南部則有石牛溪，兩溪接流入虎尾溪。

水利設施方面，本地區由於位在平原與山坡地接壤處，每逢大雨由山坡地急速流下，至平原區後流速驟減，常因宣洩不及而損至農作物，尤以西南豬母溝大排水道與虎溪里的小排水道最為嚴重。 

斗六大圳位於嘉南平原北端，東與清水溪並列，圳水由北而南；清水溪由南而北，北與濁水溪成約五十度之交叉，東南為山脈起伏之大尖山，西北漸為平原。河川除清水溪外，尚有石龜溪、大湖口溪、崙子溪、石牛溪等。斗六大圳便以上述各溪為主要水源，於境內設有二十八條小型埤圳，但斗六除清水溪外，其餘溪流之溪谷，且因陡急之故，一旦降雨，溪流立刻氾濫成災，而雨停後，各溪流流量即銳減。此外，在每年十月至翌年四月的枯水期，境內河川幾至枯竭，想要取水灌溉，無異緣木求魚，故在斗六大圳興建前，五穀欠收，實為農民最大之痛苦。

### 氣候
斗六市的年平均溫度大致介於攝氏21至24度之間，4月至11月月平均溫度都維持在攝氏20度以上，5月至9月月均溫都在攝氏26.0度以上。年均溫約為攝氏22.9度，月均溫最高為7月的攝氏28.2度，最低為1月的攝氏16.1度:223。
| 斗六(平均數據2016–2023 極端數據2016至今)                                                                 | 斗六(平均數據2016–2023 極端數據2016至今) | 斗六(平均數據2016–2023 極端數據2016至今) | 斗六(平均數據2016–2023 極端數據2016至今) | 斗六(平均數據2016–2023 極端數據2016至今) | 斗六(平均數據2016–2023 極端數據2016至今) | 斗六(平均數據2016–2023 極端數據2016至今) | 斗六(平均數據2016–2023 極端數據2016至今) | 斗六(平均數據2016–2023 極端數據2016至今) | 斗六(平均數據2016–2023 極端數據2016至今) | 斗六(平均數據2016–2023 極端數據2016至今) | 斗六(平均數據2016–2023 極端數據2016至今) | 斗六(平均數據2016–2023 極端數據2016至今) | 斗六(平均數據2016–2023 極端數據2016至今) |
| 月份 | 1月                                      | 2月                                      | 3月                                      | 4月                                      | 5月                                      | 6月                                      | 7月                                      | 8月                                      | 9月                                      | 10月                                     | 11月                                     | 12月                                     | 全年                                     |
| --- | ---------------------------------------- | ---------------------------------------- | ---------------------------------------- | ---------------------------------------- | ---------------------------------------- | ---------------------------------------- | ---------------------------------------- | ---------------------------------------- | ---------------------------------------- | ---------------------------------------- | ---------------------------------------- | ---------------------------------------- | ---------------------------------------- |
| 历史最高温 °C（°F）                                                                                      | 29.2 (84.6)                              | 33.2 (91.8)                              | 31.9 (89.4)                              | 33.9 (93.0)                              | 35.5 (95.9)                              | 35.6 (96.1)                              | 37.1 (98.8)                              | 36.5 (97.7)                              | 35.3 (95.5)                              | 35.4 (95.7)                              | 33.3 (91.9)                              | 30.3 (86.5)                              | 37.1 (98.8)                              |
| 平均高温 °C（°F）                                                                                        | 22.4 (72.3)                              | 22.6 (72.7)                              | 25.3 (77.5)                              | 28.1 (82.6)                              | 30.8 (87.4)                              | 32.6 (90.7)                              | 33.7 (92.7)                              | 32.8 (91.0)                              | 32.5 (90.5)                              | 30.4 (86.7)                              | 27.9 (82.2)                              | 23.9 (75.0)                              | 28.6 (83.4)                              |
| 日均气温 °C（°F）                                                                                        | 17.1 (62.8)                              | 17.6 (63.7)                              | 20.3 (68.5)                              | 23.5 (74.3)                              | 26.6 (79.9)                              | 28.2 (82.8)                              | 28.9 (84.0)                              | 28.4 (83.1)                              | 27.9 (82.2)                              | 25.6 (78.1)                              | 22.9 (73.2)                              | 18.9 (66.0)                              | 23.8 (74.9)                              |
| 平均低温 °C（°F）                                                                                        | 13.9 (57.0)                              | 14.1 (57.4)                              | 16.7 (62.1)                              | 19.9 (67.8)                              | 23.2 (73.8)                              | 24.7 (76.5)                              | 25.4 (77.7)                              | 25.2 (77.4)                              | 24.7 (76.5)                              | 22.4 (72.3)                              | 19.6 (67.3)                              | 15.6 (60.1)                              | 20.5 (68.8)                              |
| 历史最低温 °C（°F）                                                                                      | 4.0 (39.2)                               | 7.0 (44.6)                               | 9.1 (48.4)                               | 10.9 (51.6)                              | 15.5 (59.9)                              | 22.1 (71.8)                              | 21.8 (71.2)                              | 21.8 (71.2)                              | 20.9 (69.6)                              | 15.5 (59.9)                              | 12.5 (54.5)                              | 7.5 (45.5)                               | 4.0 (39.2)                               |
| 平均降水量 mm（）                                                                                        | 36.2 (1.43)                              | 27.7 (1.09)                              | 60.4 (2.38)                              | 66.2 (2.61)                              | 164.1 (6.46)                             | 358.1 (14.10)                            | 319.8 (12.59)                            | 379.4 (14.94)                            | 179.6 (7.07)                             | 29.4 (1.16)                              | 19.7 (0.78)                              | 32.2 (1.27)                              | 1,673 (65.87)                            |
| 平均降水天数                                                                                             | 6.0                                      | 4.4                                      | 6.8                                      | 6.7                                      | 9.4                                      | 14.6                                     | 14.9                                     | 17.0                                     | 7.8                                      | 3.1                                      | 3.1                                      | 3.4                                      | 97.2                                     |
| 平均相對濕度（％）                                                                                       | 81.3                                     | 79.3                                     | 78.3                                     | 77.8                                     | 79.8                                     | 79.3                                     | 78.1                                     | 81.3                                     | 79.9                                     | 79.0                                     | 79.6                                     | 78.0                                     | 79.3                                     |
| 来源1：Central Weather Administration                                                                    |                                          |                                          |                                          |                                          |                                          |                                          |                                          |                                          |                                          |                                          |                                          |                                          |                                          |
| 来源2：Atmospheric Science Research and Application Databank (precipitation days and humidity 2015–2024) |                                          |                                          |                                          |                                          |                                          |                                          |                                          |                                          |                                          |                                          |                                          |                                          |                                          |

### 人口
根據雲林縣斗六戶政事務所統計，2024年底斗六市戶數約4.2萬戶，人口約10.9萬人，是雲林縣人口最多的行政區，也是臺灣人口第五大縣轄市，以及彰雲嘉地區僅次於嘉義市、彰化市、員林市的人口第四大城市。市內人口最多與最少的里分別是保庄里與三光里，2024年底兩里人口分別為6,532人與548人。斗六市人口的年齡構成中，幼年人口佔比約13.01%，青壯年人口佔比約69.20%，老年人口佔比約17.79%。

## 政治

### 歷任市長
| 屆次 | 姓名   | 黨籍       | 就任時間       | 卸任時間       | 備註               |
| 1    | 林慶惠 |            | 1981年12月     | 1982年2月      | 首任，斗六鎮長改聘 |
| 2    | 張榮輝 |            | 1982年3月      | 1986年2月      |                    |
| 3    | 張榮輝 |            | 1986年3月      | 1990年2月      |                    |
| 4    | 李延敬 |            | 1990年3月      | 1994年2月      |                    |
| 5    | 楊鎮文 |            | 1994年3月      | 1998年2月      |                    |
| 6    | 楊鎮文 |            | 1998年3月      | 2002年2月      |                    |
| 7    | 張和平 | 中國國民黨 | 2002年3月      | 2006年3月      |                    |
| 8    | 張和平 | 中國國民黨 | 2006年3月      | 2006年9月      | 解職               |
| 代理 | 林源泉 |            | 2006年9月      | 2008年1月      |                    |
| 補選 | 張和平 | 中國國民黨 | 2008年1月      | 2010年3月      |                    |
| 9    | 簡明欽 | 中國國民黨 | 2010年3月      | 2010年6月      | 當選無效           |
| 代理 | 許根尉 |            | 2010年6月      | 2010年9月      |                    |
| 補選 | 謝淑亞 | 中國國民黨 | 2010年9月      | 2014年12月25日 |                    |
| 10   | 謝淑亞 | 中國國民黨 | 2014年12月25日 | 2018年12月25日 |                    |
| 11   | 林聖爵 | 中國國民黨 | 2018年12月25日 | 2022年12月25日 |                    |
| 12   | 林聖爵 | 中國國民黨 | 2022年12月25日 | 現任           |                    |

### 市政組織
斗六市公所是斗六市最高層級的地方行政機關，在中華民國政府架構中為縣轄市自治的行政機關，同時負責執行縣政府及中央機關委辦事項，斗六市的自治監督機關為雲林縣政府。市長由全體市民直接選舉產生，任期為四年，可連選連任一次。斗六市公所並置市政會議，為市政最高決策機構，在市長之下，設有6課4室等10個內部單位及5個附屬機關。
斗六市民代表會是斗六市的最高民意機關，代表斗六市全體市民立法和監察市政。市民代表由公民直選選出，任期為四年，可連選連任。斗六市民代表會共有17位市民代表，分別為第一選區5席市民代表、第二選區5席市民代表、第三選區4席市民代表、第四選區3席市民代表，主席、副主席由17位市民代表互選產生。

### 行政區
現今斗六市行政範圍的確立，來自於1946年5月8日，將斗六鎮及莿桐鄉部分區域增設林內鄉:439。1950年10月25日，調整行政區域，斗六鎮改隸新成立的雲林縣:439－440。1981年12月25日，斗六鎮改制為「斗六市」:443。
斗六市共轄40里，據斗六市民代表會選區劃分，其行政區域分布情形為：
| 次分區   | 里名   | 里名   | 里名   | 里名   | 里名   | 里名   | 里名   | 里名   | 里名   | 里名   | 里名   | 里名   |
| -------- | ------ | ------ | ------ | ------ | ------ | ------ | ------ | ------ | ------ | ------ | ------ | ------ |
| 第一選區 | 太平里 | 中和里 | 信義里 | 四維里 | 鎮北里 | 光興里 | 三平里 | 明德里 | 公誠里 | 鎮西里 | 鎮東里 | 文化里 |
| 第二選區 | 忠孝里 | 仁愛里 | 八德里 | 龍潭   | 林頭里 | 鎮南里 | 重光里 | 嘉東里 | 公正里 | 社口   | 成功里 |        |
| 第三選區 | 溝垻里 | 江厝里 | 三光里 | 崙峰里 | 久安里 | 長平里 | 保     | 虎溪里 | 正心   |        |        |        |
| 第四選區 | 梅林里 | 湖山里 | 榴中里 | 榴北里 | 榴南里 | 長安里 | 溪洲里 | 十三里 |        |        |        |        |

## 經濟

### 農產
- 特產
  - 文旦
  - 茂谷柑
  - 蜂蜜
- 農作物
  - 水稻
  - 甘蔗
  - 柳丁
  - 玉米
  - 菸葉
  - 地瓜
  - 馬鈴薯

### 工業區
- 斗六工業區 ：第一期70年7月完成，第二期擴大區於85年11月完成，土地總面積共達203公頃，為綜合性工業區。
  - 福懋興業
  - 福懋科技
  - 彰源企業
  - 富喬工業
  - 義美食品
  - 台日古河銅箔 （斗六1、2廠）
  - 政翔精密
  - 展頌
  - 利勤實業
  - 聚隆纖維
  - 笠源科技
  - 豐喜食品
  - 巨鑫化學股份有限公司

- 雲林科技工業區 （下轄大北勢區、竹圍子區、石榴班區）
  - 大北勢區：民國84年9月由中華工程公司開發。西北側鄰虎尾溪，南側有雲林溪穿越，面積約243公頃。
    - 豐泰企業 （NIKE代工廠）
    - 上銀科技 （雲科第1、2廠）
    - 巧新科技（營運總部及第1、2廠）
    - 鈺齊國際股份
    - 宇榮高爾夫科技
    - 旭硝子顯示玻璃
    - 金居開發銅箔
    - 海德魯材料
    - 京和科技
    - 穗曄實業
    - 江井金屬
    - 南俊國際
    - 明碁材料

  - 竹圍子區：民國91年3月由台灣絲織公司 [23]開發。南鄰虎尾溪，面積約270公頃。
    - 正新橡膠 （斗六1、2廠）
    - 上銀科技 （雲科第三廠興建中）
    - 巧新科技（第3廠）
    - 古河銅箔（雲科第一廠）
    - 允強實業
    - 明徽能源
    - 鑫林科技
    - 誌懋股份
    - 立勇實業
    - 鈺統食品
    - 信越電子材料（2017年1月動土興建）

  - 石榴班區：（102年9月動工興建中）南鄰虎尾溪，面積約79公頃。
    - 建大工業
    - 允強實業
    - 大銀科技

「雲林科技工業區二期開發區」則是包含尚開發中的石榴班區79公頃、大北勢擴編區10公頃。

### 金融機構
- 臺灣銀行 斗六分行
- 臺灣土地銀行 斗六分行
- 兆豐國際商業銀行 斗六分行
- 合作金庫商業銀行 斗六分行
- 合作金庫商業銀行 雲林分行
- 第一商業銀行 斗六分行
- 華南商業銀行 斗六分行
- 彰化銀行 斗六分行
- 國泰世華商業銀行 斗六分行
- 星展銀行 斗六分行
- 臺灣中小企業銀行 斗六分行
- 臺灣新光商業銀行 斗六分行
- 玉山商業銀行 斗六分行
- 中國信託商業銀行 斗六分行
- 元大商業銀行 斗信分行
- 中華郵政 (西平路郵局、鎮北郵局、永安郵局、大崙郵局、石榴郵局)
- 斗六市農會 (本會、石榴辦事處、虎溪辦事處、鎮南辦事處、成功辦事處、光興辦事處)
- 京城銀行 斗六分行
- 台北富邦銀行 斗六分行

## 文化

### 文化資產
- 斗六真一寺
- 原圖南產業株式會社員工宿舍
- 斗六警察局舊宿舍群
- 鎮西國小大禮堂
- 雲旭樓
- 石榴車站及職員宿舍
- 雲林縣記者之家
- 斗六行啟記念館

### 宗教
- 台灣基督長老教會

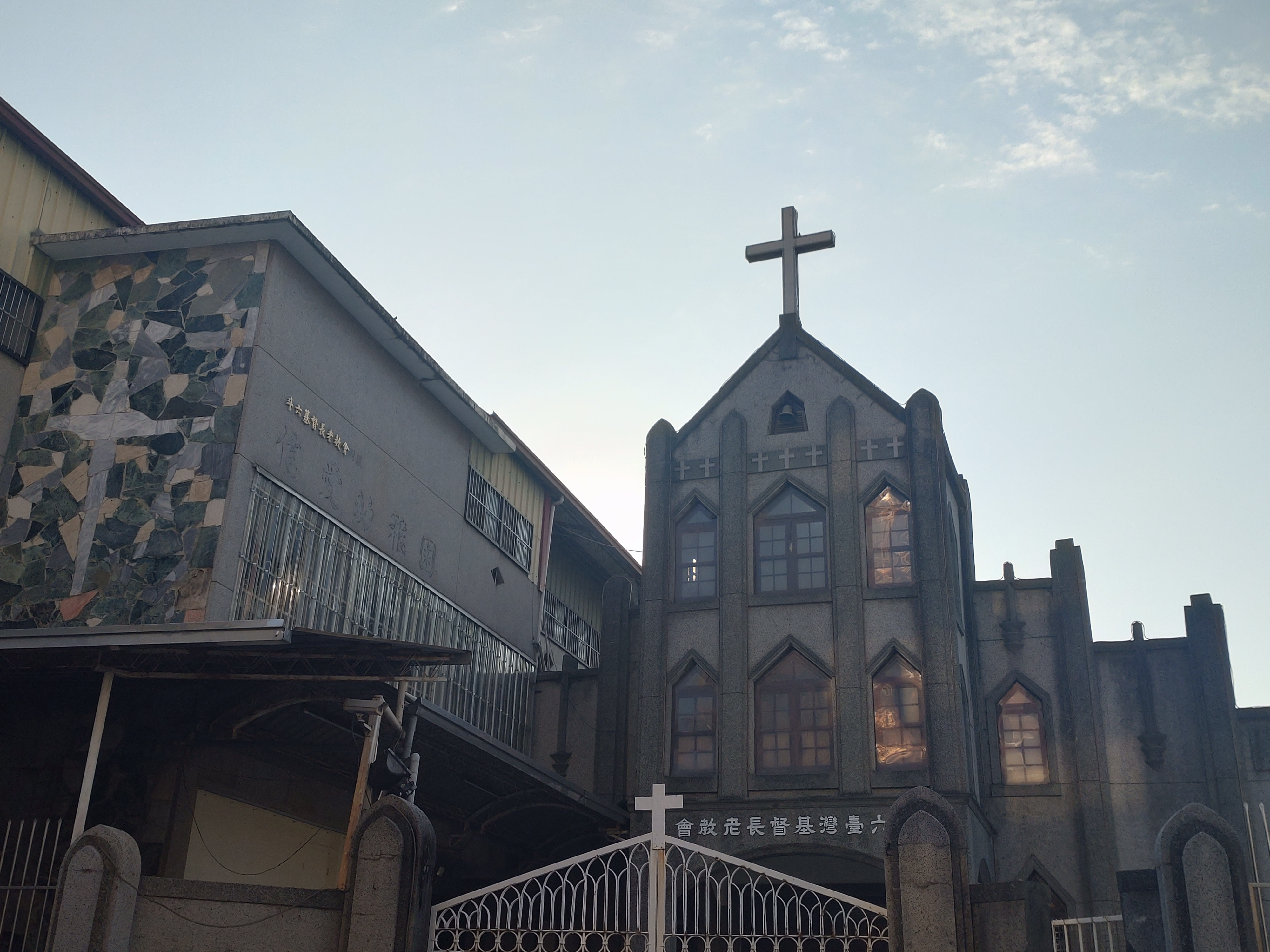
斗六教會

  - 斗六教會：設立於1884年位於斗六市區中心，由西螺教會分設，為斗六市區之基督信仰中心
  - 海豐崙教會：位於斗六市海豐崙(八德里)，設立於1979年，由斗六教會分設，為斗六東部之基督信仰中心
- 斗六聖玫瑰天主堂：聖堂興建已140年
- 斗六真一寺：雲林縣古蹟
- 斗六新興宮：斗六媽
- 斗六受天宮：
- 斗六南聖宮：鸞堂體制的關帝廟
- 斗六永福寺：
- 頂柴福德宮：主祀土地婆
- 湖山寺：又稱湖山岩

## 教育

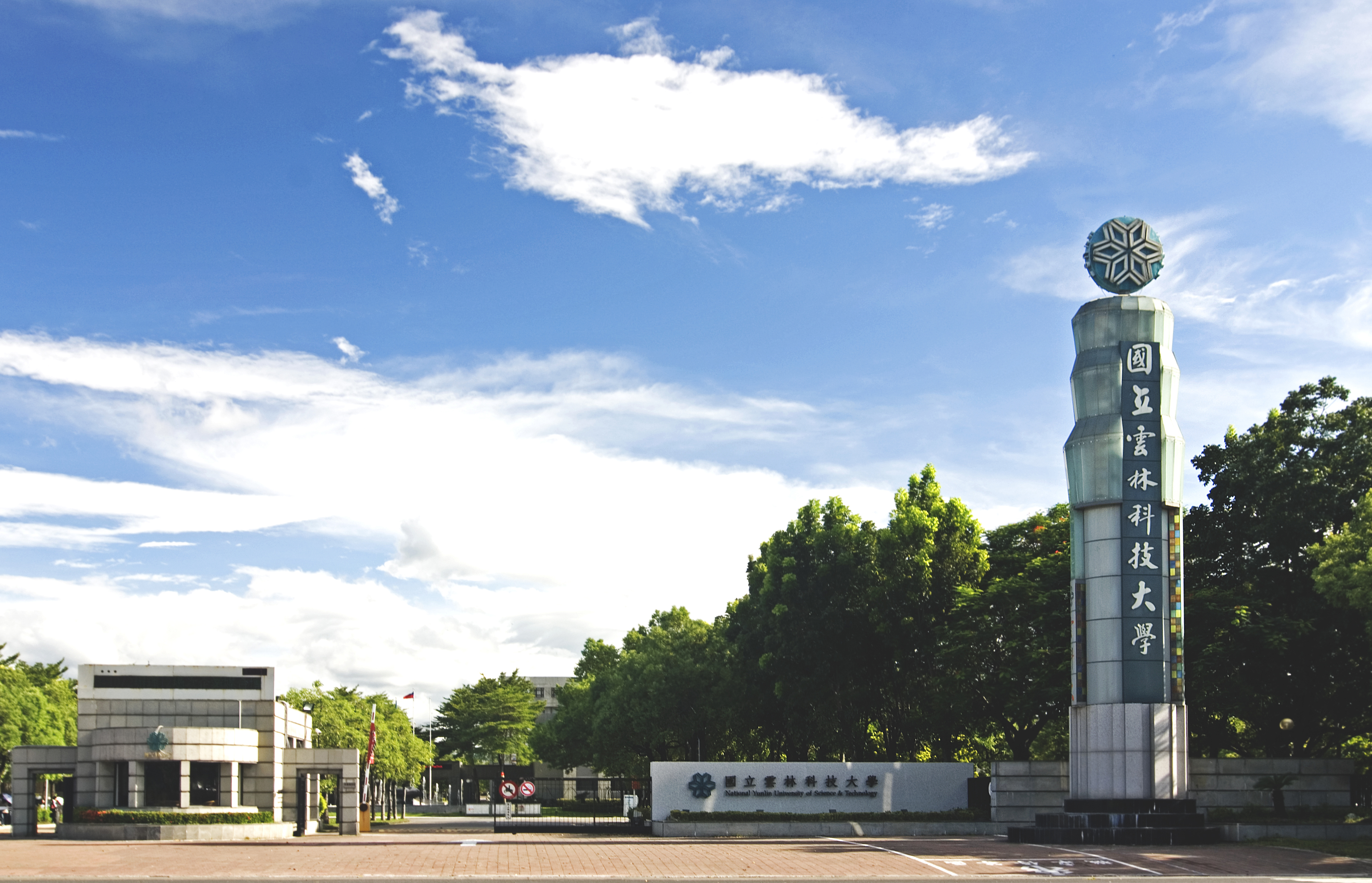
國立雲林科技大學

### 大專院校
- 國立雲林科技大學

### 高級中等學校
- 國立斗六高級中學
- 國立斗六高級家事商業職業學校
- 天主教私立正心高級中學
- 私立維多利亞實驗高級中學

### 國民中學
- 雲林縣立斗六國民中學
- 雲林縣立雲林國民中學
- 雲林縣立石榴國民中學
- 天主教私立正心高級中學附設國民中學
- 私立維多利亞實驗高級中學附設國民中學

### 國民小學
- 雲林縣斗六市公誠國民小學
- 雲林縣斗六市斗六國民小學
- 雲林縣斗六市林頭國民小學
- 雲林縣斗六市梅林國民小學
- 雲林縣斗六市溪洲國民小學
- 雲林縣斗六市鎮東國民小學
- 雲林縣斗六市久安國民小學
- 雲林縣斗六市石榴國民小學
- 雲林縣斗六市保長國民小學
- 雲林縣斗六市雲林國民小學
- 雲林縣斗六市溝壩國民小學
- 雲林縣斗六市鎮西國民小學
- 雲林縣斗六市鎮南國民小學
- 私立維多利亞雙語中學附設國民小學

## 醫療

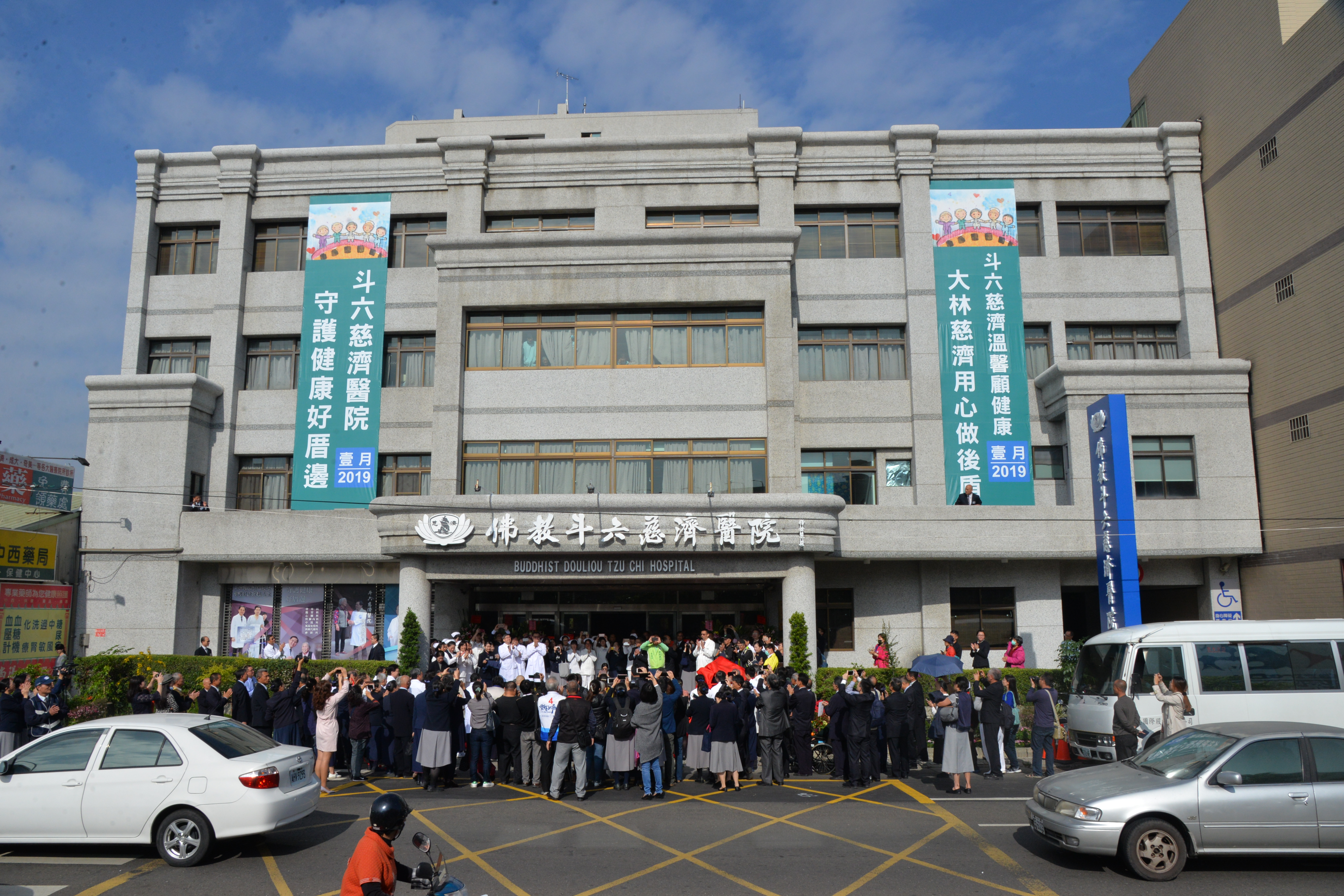
佛教慈濟醫療財團法人斗六慈濟醫院

- 國立成功大學醫學院附設醫院斗六分院
- 國立臺灣大學醫學院附設醫院雲林分院
- 佛教慈濟醫療財團法人斗六慈濟醫院
- 洪揚醫院
- 安生醫院

## 交通

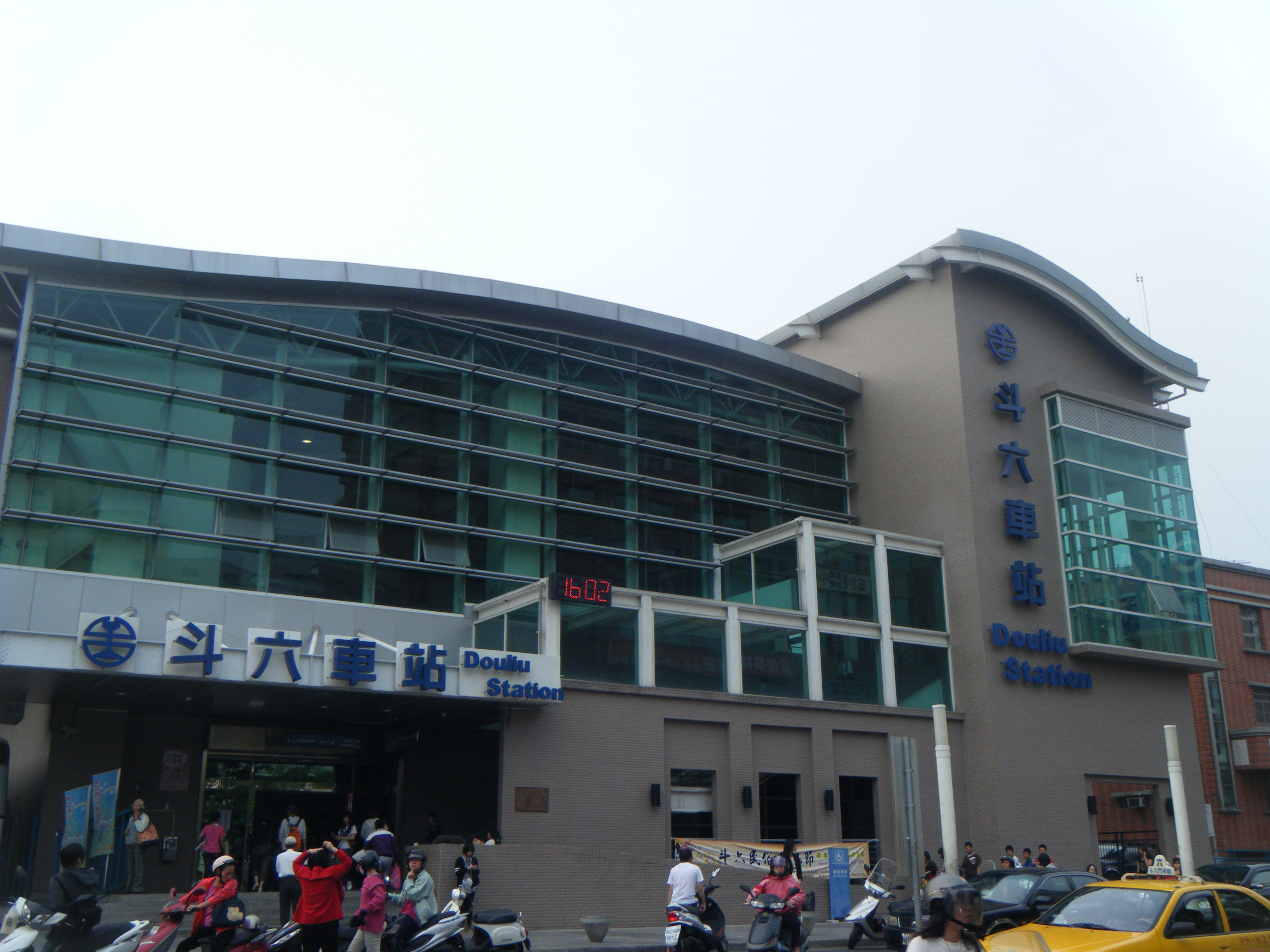
斗六車站

### 鐵道運輸
臺灣鐵路公司
- 縱貫線
  - 石榴車站
  - 斗六車站
  - 雲林車站（高架化車站）

### 公車資訊
- 臺西客運
  - 701 斗六－荷包厝－草嶺
  - 7120 斗六－大學路－虎尾
  - 7121 斗六－石橋－清水溪橋
  - 7122 虎尾－斗六
  - 7123 斗六－惠來厝－北港
  - 7124 斗六－北勢子－北港
  - 7125 斗六－東和－梅山
  - 7126 斗六－崙峰－梅山
  - 7127 斗六－竹山
  - 7128 斗六－林內
  - 7129 斗六－苦苓腳
  - 7130 斗六－湖山岩
  - 7131 斗六－梅林
  - 7132 西螺－饒平－斗六
  - 7133 西螺－埤源－斗六
  - 7700 嘉義－斗六（與嘉義客運聯營）
  - Y02 斗六－北港－虎尾(台灣好行北港虎尾線)
- 統聯客運
  - 101 斗六棒球場－受天宮
  - 101B 斗六棒球場-雲林科技大學(活動中心)－受天宮
  - 102 台電公司雲林區處－崙仔集會所
  - 201 高鐵雲林站-斗六火車站－雲林科技大學
  - 7000 斗六－台北
- 嘉義客運
  - Y01 斗六後火車站－華山咖啡大街（台灣好行斗六古坑線）
  - 7700 嘉義－斗六（與臺西客運聯營）
- 日統客運
  - 7011 斗六－六輕
  - 7012A 斗六－麥寮

### 公路
- 國道三號（福爾摩沙高速公路）
  - 260 斗六，可由台3線（大學路一段轉文化路接石榴路）與斗六交流道接駁。
- 台78線（東西向快速公路－台西古坑線）
  - 古坑交流道（39）（接台3線）
  - 快速道路往西可於斗南鎮之雲林系統交流道（30）接駁國道一號，往東可達國道三號之古坑系統交流道（42）。
- 台1丁線（雲林路、西平路）：莿桐鄉－斗六市－斗南鎮
- 台3線（大學路一二段、文化路、石榴路）：林內鄉－斗六市－古坑鄉
- 縣道149甲線 （成功路）：斗六市－古坑鄉
- 縣道154乙線（長安西路、長安南路、鎮北路、中山路、鎮南路）：莿桐鄉－斗六市－古坑鄉
- 縣道158號（雲科路）

### 重要市內道路
早期以臺鐵火車站及斗六市圓環為中心向外輻射，可以畫出兩個同心圓。
- 內環路：由內環路、北祥街、上海路、西平路、城頂街所組成。
- 外環路：大學路一、二、三段、明德路、明德北路一、二、三段、大學路橋、鎮西路橋所組成。由內環路得名，在地人因此俗稱外環路。

### 共享機車
雲林縣是臺灣第五個導入GoShare的縣市，也是臺灣六都以外第一個導入GoShare的縣市，2020年10月8日雲林縣政府與GoShare合作，先期服務主要為斗六市、虎尾鎮及斗南鎮等三大人口密集區，騎乘範圍涵蓋全縣，租還車地點有斗六市、虎尾鎮及斗南鎮的交通站點、歷史文化觀光景點等處，2023年3月租借人次突破20萬人，其後並將服務範圍擴增至古坑鄉、北港鎮、
土庫鎮等地。
共享汽車
市內共有兩家業者；其中是
格上租車 (Gosmart) 共有三個站點（斗六車站/斗六莊敬/斗六中堅）
和運租車（Irent)共有六個站點（斗六車站/斗六西平/斗六鎮南/斗六建成/斗六城頂/斗六中堅）

### 共享單車
- 2023年8月3日 中午12:00起於斗六市試營運MOOVO共享單車，共啟用20個站點。
- 2024年2月7日 擴增至37個站點。
- 2024年6月27日 擴增至75個站點。

站點：長和宮、石榴車站、石榴國中、石榴國小、經濟部斗六產業園區服務中心、咬狗籃球場、南聖宮、斗六國小、斗六國中、斗六高中、斗六家商、福天吊橋、中山紀念公園、公誠公園、斗六火車站前站、斗六火車站後站、成大醫院、行啟紀念館、雲林縣警察局斗六分局、鎮西國小、斗六棒球場、斗六水岸公園、雲林溪美食廣場、斗六觀光夜市、水資源二號公園、民生公園、正心中學、嘉東里、雲林科技大學、雲科龍潭路、勞工育樂中心、家樂福、縣政府、雲林縣立體育場、龍潭社區活動中心。

## 連鎖家居及量販店
- 家樂福 斗六店
- 詩肯柚木 斗六門市
- 思夢樂 雲林店
- 迪卡儂 雲林店
- 宜得利家居 斗六店
- 特力屋 斗六店
- 特力和樂 斗六店

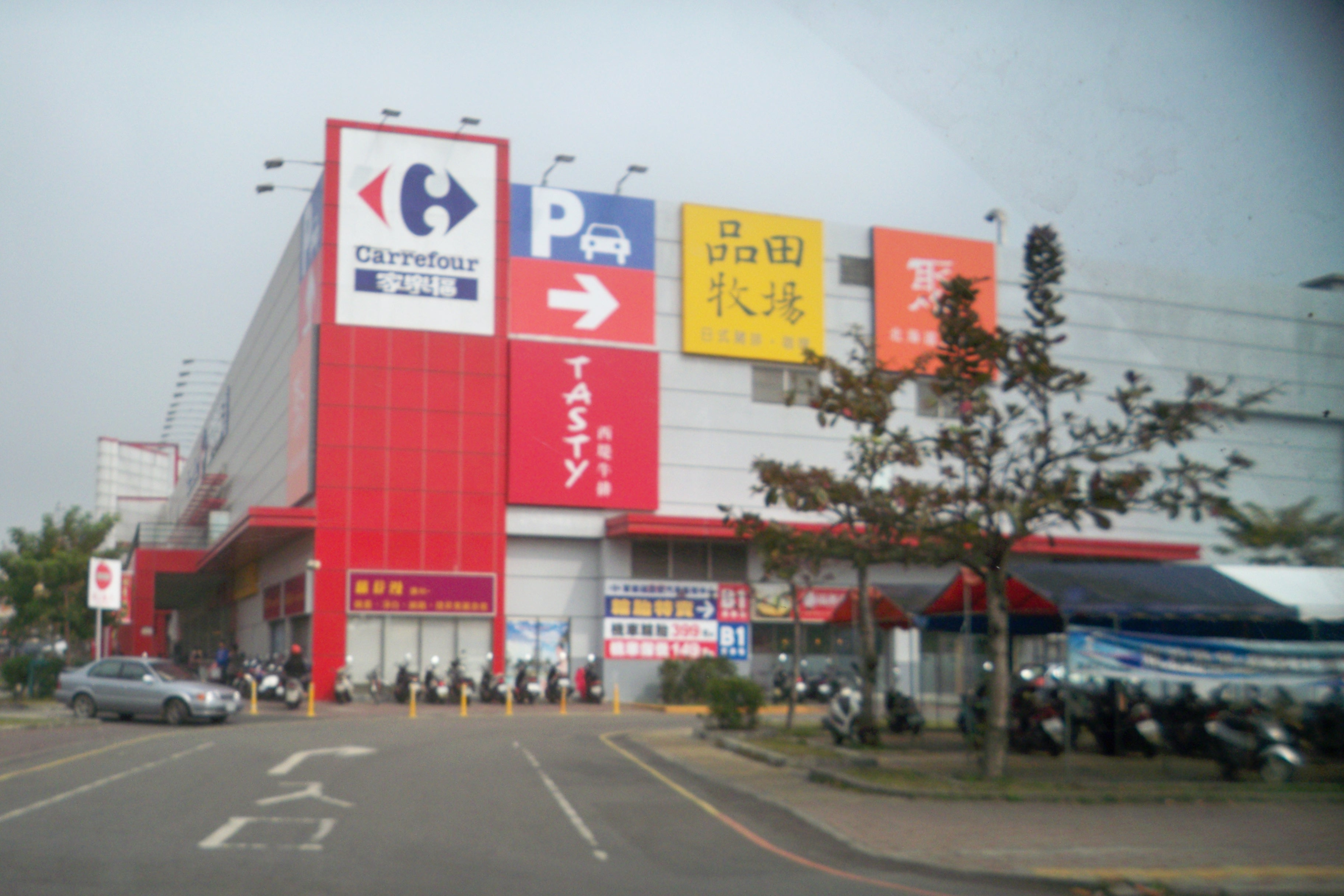
家樂福斗六店

- 全聯福利中心：每一鄉鎮市都皆有一間以上之分店，其中鎮南店為雲林最大分店。

## 外部連結
- 斗六市公所 （页面存档备份，存于）
- 斗六市公所的Facebook專頁
- YouTube上的斗六市公所頻道